# Permetrin

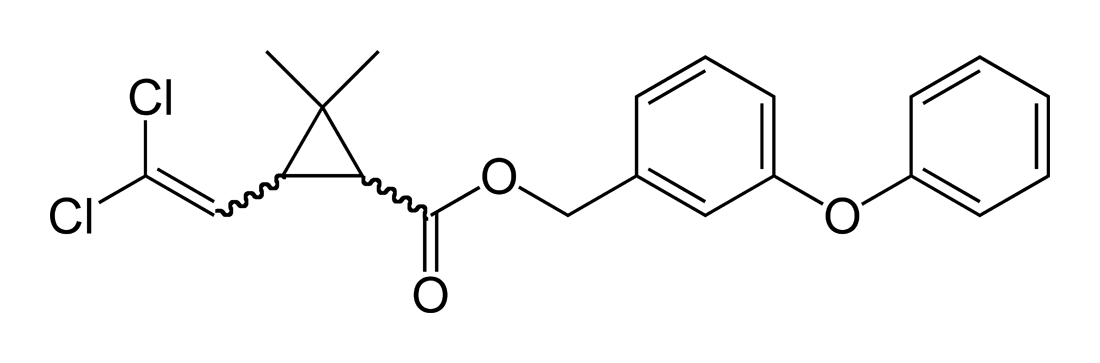
Strukturformel för permetrin.

Permetrin (systematiskt namn cis,trans-3-(2,2-diklorvinyl)-2,2-dimetylcyklopropankarboxylsyra-m-fenoxibensylester) är en kemisk substans som används som insekticid, akaricid (medel mot kvalster) och insektsmedel, även för medicinskt bruk och inom jord- och skogsbruk.
Kemiskt hör pemetrin till gruppen pyretroider (syntetiserad form av pyretriner) och verkar som ett neurotoxin för insekterna, genom att förlänga natriumkanalernas aktivering i neuronernas cellmembran. De flesta däggdjur och fåglar skadas inte av ämnet, som absorberas dåligt av huden, men det är toxiskt mot katter och fiskar.
Permetrin används för behandling av skabb, i form av kräm eller schampo. I de nordiska länderna och Kanada förekommer varunamnet Nix för läkemedel med permetrin.
Permetrin har också använts för impregnering av uniformer.